# Mutiloa
Mutiloa település Spanyolországban, Gipuzkoa tartományban. Mutiloa Legazpi, Gabiria, Ormaiztegi, Idiazabal, Segura és Zerain községekkel határos. Lakosainak száma 253 fő (2024).

## Népesség
A település népessége az utóbbi években az alábbiak szerint változott:
| Lakosok száma | 163  | 156  | 200  | 235  | 246  | 262  | 256  | 249  | 256  | 253  |
|               | 2001 | 2004 | 2006 | 2009 | 2011 | 2014 | 2016 | 2019 | 2021 | 2024 |